# Episodi di Bem
Bem è un anime giapponese prodotto nel 1968 e trasmesso in 26 episodi della durata di 25 minuti ciascuno dalla televisione giapponese tra l'ottobre del 1968 e il marzo del 1969. Nel 1982 sono stati prodotti 2 episodi pilota (in Italia sottotitolati), per una futura serie inedita interamente sia in Giappone e sia in Italia. Nel 2006 e nel 2019 sono stati prodotti due remake (inediti in Italia) della durata di, rispettivamente, 26 e 12 episodi.

## Bem il mostro umano (1968)
| Nº | Titolo italiano (edizione 1982 - edizione 2002) Giapponese 「Kanji」 - Rōmaji | In onda          | In onda          |
| Nº | Titolo italiano (edizione 1982 - edizione 2002) Giapponese 「Kanji」 - Rōmaji | Giapponese       | Italiano         |
| 1  | Il segreto della nascita - Il treno della paura 「恐怖の貨物列車」 - kyōfu no kamotsuressha | 7 ottobre 1968   | 6 gennaio 1982   |
| 1  | Bero e i suoi inseparabili compagni iniziano il loro viaggio alla ricerca di un modo per diventare esseri umani. In un'atmosfera cupa e lugubre una donna senza scrupoli è capace di uccidere pur di ottenere denaro e ricchezze. |                  |                  |
| 2  | La mano strisciante - La mano spettrale 「階段を這う手首」 - kaidan wo hau tekubi | 14 ottobre 1968  | 7 novembre 1982  |
| 2  | In una silenziosa notte di luna piena, si ode tra gli alberi la sinistra risata di una donna, mentre in una casa avvolta dalle tenebre una mano bluastra cerca la sua vittima. Bero e i suoi compagni sono pronti a punire chi segue le vie del male. |                  |                  |
| 3  | La casa abbandonata - Il villaggio dei dannati 「死びとの町」 - shi bitono machi | 21 ottobre 1968  | 8 novembre 1982  |
| 3  | In una notte senza stelle, alcune donne si aggirano in cerca di qualcosa. I loro occhi si illuminano di una luce sinistra quando riconoscono la preda, mentre una voce chiara nella loro mente, reclama l'uccisione dei loro stessi bambini. La vita di Bero, sarà in grave pericolo. |                  |                  |
| 4  | Il gobbo immortale - Fuoco fatuo 「せむし男の人魂」 - semushi otoko no nin tamashii | 4 novembre 1968  | 9 novembre 1982  |
| 4  | Un'orribile maledizione grava sulla villa tra le montagne. Un essere malvagio si prepara all'incontro con Bero e i suoi compagni. Il suo spirito è assetato di vendetta e il suo braccio si leva nell'aria per stringere il collo inerme di Bero. |                  |                  |
| 5  | Il manichino criminale - La testa del manichino 「マネキン人形の首」 - manekin ningyō no kubi | 11 novembre 1968 | 10 novembre 1982 |
| 5  | Urla spaventose si levano nella notte da una fabbrica. Quelli che sembravano manichini prendono vita e ridono di un uomo e della sua sorte. Una mano spettrale uscita dal terreno afferra la gamba di un criminale e scheletri danno inizio ad una macabra danza. Bero cerca di aiutare una bambina. |                  |                  |
| 6  | La candela del demonio - La candela del diavolo 「悪魔のろうそく」 - akuma norōsoku | 18 novembre 1968 | 11 novembre 1982 |
| 6  | Il demone che tramava per sacrificare la vita di molti uomini durante un sabba, ha finalmente mostrato il suo vero aspetto. Terrore e mistero avvolgono il luogo dell'oscura cerimonia, mentre l'affilata falce del mostro fende l'aria per colpire Bem. |                  |                  |
| 7  | La nave spettro - La maledizione della nave fantasma 「呪いの幽霊船」 - noroi no yūreisen | 25 novembre 1968 | 12 novembre 1982 |
| 7  | Nel tranquillo porto di una città, appare una misteriosa nave fantasma. Intanto, tra gli abitanti spaventati si aggira un'inquietante figura scura. Bero, per scoprire il mistero legato alla nave, sale a bordo, rimanendo coinvolto in una serie di strani eventi. |                  |                  |
| 8  | Il tempio del vampiro - Il tempio del vampiro 「吸血鬼の寺」 - kyūketsuki no tera | 2 dicembre 1968  | 13 novembre 1982 |
| 8  | Un misterioso tempio, sepolto nei sotterranei di una città per più di un secolo, torna alla luce in seguito a una violenta scossa di terremoto. Creature assetate di sangue lo abitano e gli sfortunati che si avventurano al suo interno non trovano scampo. Bero, attirato nel tempio da un prigioniero che lui stesso ha aiutato a evadere, sarà in pericolo. |                  |                  |
| 9  | La torre maledetta - La vecchia che piange 「すすり泣く鬼婆」 - susuri naku onibaba | 9 dicembre 1968  | 14 novembre 1982 |
| 9  | Il pianto di una vecchia rompe il silenzio della notte. Un mostro celato dietro l'aspetto di una gentile donna mostra le sue vere sembianze nel tentativo di mietere nuove vittime. Bem accorso sul posto, dà inizio ad una sanguinosa lotta contro la terrificante creatura, e anche Bero mostrerà il suo coraggio. |                  |                  |
| 10 | Uno + Uno = Bera - Lo scienziato pazzo 「墓場の妖怪博士」 - hakaba no yōkai hakase | 16 dicembre 1968 | 15 novembre 1982 |
| 10 | Il professor Manstoll è noto per riuscire a ricreare in laboratorio esseri viventi. Sotto richiesta di Golem, il capo di una banda criminale, egli darà vita ad una donna fredda e spietata, identica a Bera nell'aspetto, che si renderà colpevole di innumerevoli rapine e uccisioni. |                  |                  |
| 11 | Lo specchio del rancore - Lo specchio dell'odio 「恨みの鏡」 - urami no kagami | 23 dicembre 1968 | 16 novembre 1982 |
| 11 | Bero, avventuratosi nei sotterranei di una vecchia villa diroccata, viene imprigionato dentro a uno specchio e Bera, entrata a sua volta nella casa alla ricerca del ragazzo, subisce la medesima sorte. Ma Bem viene in loro soccorso. Ogni tentativo di infrangere lo specchio si rivela però vano e un orribile volto prende forma sulla sua superficie. |                  |                  |
| 12 | La sirenetta - L'isola della morte 「恐怖の黒影島」 - kyōfu no kuro kage shima | 30 dicembre 1968 | 17 novembre 1982 |
| 12 | Le voci sull'esistenza di una leggendaria sirena che semina il terrore tra i marinai, diventano realtà. L'equipaggio della nave su cui si trova anche Bero, ammaliato dal canto della sirena, perde il controllo del mercantile, che si schianta contro gli scogli. I superstiti vengono inghiottiti dalle acque, trascinati da mostruosi uomini pesce, affamati di carne umana. |                  |                  |
| 13 | La palude della mummia - La palude dei non morti 「ミイラの沼」 - miira no numa | 6 gennaio 1969   | 18 novembre 1982 |
| 13 | Un esercito di scheletri semina il terrore tra la gente. Il loro scopo è quello di far risorgere il proprio re in una notte il cui particolare allineamento planetario si ripete solo ogni mille anni. Bem, Bero e Bera cercano di fermare la cerimonia, i loro sforzi però, sono vani, e il crudele monarca torna a nuova vita. |                  |                  |
| 14 | La foresta misteriosa - Il bosco dei misteri 「怪奇の森」 - kaiki no mori | 13 gennaio 1969  | 19 novembre 1982 |
| 14 | Un bosco avvolto dal mistero e popolato di terrificanti creature, compare improvvisamente dal nulla. Bem, Bero e Bera, addentratisi al suo interno, vengono attaccati da un albero millenario che mal sopporta la loro intrusione. |                  |                  |
| 15 | L'aspirazione di vedere - La cacciatrice di occhi 「狙われた目玉」 - nerawa reta medama | 20 gennaio 1969  | 20 novembre 1982 |
| 15 | Nella notte, una vecchia si aggira con aria sinistra per le vie della città, attaccando gli ignari passanti di cui brama gli occhi. Le grida disperate di un bambino da lei rapito, vengono udite da Bero, che subito interviene. |                  |                  |
| 16 | Il mistero del mistero - Il demone della montagna 「山荘の妖鬼」 - sansō no yōki | 27 gennaio 1969  | 21 novembre 1982 |
| 16 | Su un'isolata montagna si susseguono eventi misteriosi e orribili delitti. In una villa vicino al bosco, viene consumata un'altra uccisione di cui Bem e Bera vengono ingiustamente incolpati. Bero, intenzionato a scoprire il vero colpevole, segue una donna sospetta, trovandosi ad assistere a una scena spaventosa. |                  |                  |
| 17 | Il trucco del diavolo - Il museo degli orrori 「博物館の妖奇」 - hakubutsukan no yō ki | 3 febbraio 1969  | 22 novembre 1982 |
| 17 | Nella notte Bero accompagna Ken in un grande museo, da cui il bambino aveva sottratto una maschera. Ma ciò che li aspetta sarà un'esperienza spaventosa. Uno spirito liberatosi dopo mille anni di prigionia porterà il terrore tra le sale del museo attaccando i due visitatori notturni. |                  |                  |
| 18 | Lo scultore misterioso - Lo scultore misterioso 「謎の彫刻家」 - nazo no chōkokuka | 10 febbraio 1969 | 23 novembre 1982 |
| 18 | Un folle scultore, uccide donne e graziose bambine per fare dei loro corpi delle statue. Completamente accecato dal desiderio di creare quella che chiama "Vera arte" egli non ha più nulla di umano. Bero dovrà affrontarlo a rischio della vita per proteggere la prossima vittima e Bera correrà in suo soccorso. |                  |                  |
| 19 | Terrore in città - L'antico pozzo maledetto 「古井戸の呪い」 - furuido no noroi | 17 febbraio 1969 | 24 novembre 1982 |
| 19 | Bero e i compagni si fermano a casa Gascon, ma un terribile segreto si nasconde tra quelle mura. Bero, nel tentativo di far luce sulla minaccia che grava sulla famiglia Gascon, scopre che in fondo a un vecchio pozzo si cela un mostro che attenta alla vita di chi abita la casa. |                  |                  |
| 20 | La sorgente stregata - Lo spettro della torre 「鉄塔の鬼火」 - tettō no onibi | 24 febbraio 1969 | 25 novembre 1982 |
| 20 | Uno spirito malvagio uccide tutti coloro che hanno preso parte ai lavori di costruzione della nuova torre della città. Il suo scopo è vendicarsi di chi ha distrutto il vecchio cimitero su cui ora sorge la bellissima e imponente costruzione. Bem riuscirà a sconfiggere il temibile avversario e salvare Bera. |                  |                  |
| 21 | La parrucca incantata - La parrucca maledetta 「怨みの髪の毛」 - urami no kaminoke | 3 marzo 1969     | 26 novembre 1982 |
| 21 | La bellissima parrucca di capelli viola di un piccolo negozio di antiquariato sembra animarsi per uccidere le donne che la indossano. Bem e Bera accorreranno per salvare da morte certa la fanciulla che gentilmente li ha ospitati a casa sua e nel corso del combattimento scopriranno che sulla parrucca grava un'inquietante maledizione. |                  |                  |
| 22 | Il fantasma chiama Bero - La porta per il mondo dei morti 「死者の門」 - shisha no mon | 10 marzo 1969    | 27 novembre 1982 |
| 22 | Tra le rovine di una città si è aperta una porta per il mondo dei morti. Una giovane madre, morta lasciando solo il suo bambino, viene ingannata da uno spirito malvagio che approfitta del suo desiderio di rivedere il figlio. La vita di un innocente è in pericolo. |                  |                  |
| 23 | Il demonio mascherato - La rappresentazione diabolica 「悪魔の化粧」 - akuma no keshō | 17 marzo 1969    | 28 novembre 1982 |
| 23 | Carl, un attore che deve interpretare a teatro il ruolo del diavolo, prega perché la sua performance lasci tutti senza fiato. Il giorno della rappresentazione però sembra che sul palco ci sia il diavolo in persona. L'attore, recitando come un vero demonio, getta nel panico gli ignari spettatori. |                  |                  |
| 24 | La città dei fantasmi - Il demone dal volto umano 「人面の悪鬼」 - jinmen no akki | 24 marzo 1969    | 29 novembre 1982 |
| 24 | Bero soccorre un uomo che è stato gettato giù da un dirupo e decide di aiutarlo a liberare suo padre, prigioniero di un gruppo di monaci malvagi. Ma Bem e Bera sono in agguato per catturarlo. L'incauto e ingenuo Bero ha voluto fidarsi dello strano sconosciuto mentre Bem e Bera sono schierati dalla parte del giusto. |                  |                  |
| 25 | La valle maledetta - Il fantasma che chiama Bero 「ベロを呼ぶ幽霊」 - bero wo yobu yūrei | 24 marzo 1969    | 30 novembre 1982 |
| 25 | Uno stormo di corvi minaccia una città aggredendo e uccidendo i suoi abitanti che non trovano via di scampo. Bem, Bera e Bero (quest'ultimo chiamato in sogno da una donna) si trovano a dover combattere i corvi per cercare di riportare la pace. |                  |                  |
| 26 | Il trionfo della giustizia - La grotta dei senza anima 「亡者の洞穴」 - mōja no horaana | 31 marzo 1969    | 1º dicembre 1982 |
| 26 | Due sorelle malvagie che rubano l'anima delle persone, catturano Bero, che si trova così prigioniero in un luogo in cui languono senza pace coloro cui è stata strappata l'anima. Bem e Bera corrono in soccorso del ragazzo ma la polizia, ignara della loro presenza, dà fuoco alla villa in cui essi si trovano. «I tre mostri umani: Bem, Bero e Bera sembrano essere scomparsi misteriosamente. Possibile che siano morti? No. Essi, nei cui cuori è forte il senso della giustizia, sono sicuramente altrove, seppur lontano, a continuare la loro lotta. Se intorno a te, nelle notti più buie, dovessero verificarsi strani eventi che inspiegabilmente così come sono cominciati hanno fine; allora sai chi devi ringraziare: Bem, Bero e Bera.» (Voce narrante.) |                  |                  |

## Bem il mostro umano II parte (non prodotta, 1982)

DVD della seconda serie (1982)

La seguente serie non è mai stata prodotta interamente né in Giappone e né in Italia. Da noi sono stati pubblicati i due seguenti episodi in versione sottotitolata dalla Dynit.
| Nº         | Titolo italiano Giapponese 「Kanji」 - Rōmaji | In onda         | In onda           |
| Nº         | Titolo italiano Giapponese 「Kanji」 - Rōmaji | Giapponese      | Italiano          |
| 1 (pilota) | L'olmo che chiama il sangue 「血をむすぶ楡の木」 - chi o musubu nire no ki | 21 ottobre 1992 | 30 settembre 2004 |
| 1 (pilota) | Uno spirito della guerra si impossessa del re di una città, e lo spinge a muovere un'ingiusta guerra contro un regno vicino. Bem e Bera, durante il loro viaggio si stanno recando proprio alle porte del borgo medievale; poco dopo percepiscono la presenza della creatura assetata di sangue e cercano di impedire lo scoppiare della guerra. Al tempo stesso Bero si trova in viaggio con un vecchio pellegrino che si scoprirà essere il fratello del re, da questi esiliato molti anni prima per paura che potesse rivendicare il trono al suo posto. |                 |                   |
| 2 (pilota) | Il mostro della città innevata 「雪降る町の妖鬼」 - yukifuru machi no yōki | 21 ottobre 1992 | 30 settembre 2004 |
| 2 (pilota) | Bem e Bera durante il loro viaggio si recano in una città innevata e salvano un bambino il quale stava rischiando di morire cadendo da un ponte perché qualcuno ha manomesso i freni della carrozza. Durante la notte vengono attaccati da un mostro che riesce a mettere fuori combattimento Bem. Al tempo stesso Bero fa amicizia con Miya, una bambina orfana di madre, obbligata dal padre alcolizzato a vendere fiori di carta per strada. |                 |                   |

## Bem il mostro umano II (remake 2006)
| Nº | Titolo italiano (traduzione letterale) Giapponese 「Kanji」 - Rōmaji | In onda           | In onda |
| Nº | Titolo italiano (traduzione letterale) Giapponese 「Kanji」 - Rōmaji | Giapponese        |         |
| 1  | L'inizio del periodo del male 「魔の世紀はじまる」 - ma no seiki hajimaru | 1º aprile 2006    |         |
| 1  | I tre mostri Bem, Bera e Bero (questa volta con tratti più umani, come le dita) giungono a Bay City e dovranno affrontare un lombrico con un occhio solo il quale era esposto in un negozio di antiquariato, sigillato in un'ambra. Durante la notte, un vecchio, che sembrava essere il proprietario del negozio, consegna ad una donna il sigillo, tuttavia quest'ultimo si rompe e sprigiona il verme che incomincia ad intaccare la vita degli esseri umani. Bero nel frattempo conoscerà e salverà la studentessa Kira, la quale sarà a conoscenza del suo vero aspetto. |                   |         |
| 2  | La carrozza per l'inferno 「地獄への馬車」 - jigoku heno basha | 8 aprile 2006     |         |
| 2  | In città appare un Dullahan e si scopre che sta attaccando gli umani e li trasporta all'inferno. La terrificante carrozza non sarà in città neanche stasera. Bero festeggia il suo primo giorno d'amico con Kira. Bem e Bera hanno messo gli occhi sul nemico e interverranno in suo soccorso. |                   |         |
| 3  | La zanna della luna piena 「満月の牙」 - mangetsu no kiba | 15 aprile 2006    |         |
| 3  | Durante la notte, un mostro spietato e orribile di nome Lycan, attacca e perseguita innumerevoli donne. Un ragazzo di nome Sora è convinto di fermare il mostro e formerà una relazione molto complessa e insolita con Bera. |                   |         |
| 4  | Le ali maledette 「呪われた翼」 - norowa reta tsubasa | 22 aprile 2006    |         |
| 4  | In un tragico incidente, appare una figura misteriosa. Inoltre c'è una mano meccanica che depreda Bero e i ragazzi. Gli esseri umani vengono tagliati a nastri da un'oscura e implacabile arpia. Tuttavia Bem e Bera arriveranno in loro soccorso. |                   |         |
| 5  | Il reparto pediatrico 「小児科病棟」 - shōnika byōtō | 6 maggio 2006     |         |
| 5  | In una notte tempestosa, all'interno di un ospedale pediatrico accadono cose spaventose. Uno strano mostro appare e inizia a infestare i corridoi oscuri. Bera e Bero vanno ad indagare e scoprono qualcosa. |                   |         |
| 6  | Il rituale proibito 「禁じられた儀式」 - kinji rareta gishiki | 13 maggio 2006    |         |
| 6  | Kento, un ragazzo a cui è deceduta la sorella minore, forma un patto con un mostro melma spregevolmente malvagio. Questa creatura approfitta della debolezza umana e sta per eseguire un rituale proibito e oscuro. Bem, Bera e Bero accorreranno sul posto per salvare Kira e interrompere la cerimonia. |                   |         |
| 7  | Le lacrime dell'homunculus 「ホムンクルスの涙」 - homunkurusu no namida | 20 maggio 2006    |         |
| 7  | Il destino di un fratello e di una sorella (homunculus) consiste nel vivere cinque anni. Il loro alchimista, nonché salvatore e maestro di Bem e Bera, consiglia ai due fratelli di vivere la vita esaurientemente; tuttavia quest'ultimi, dopo averlo eliminato, scoprono che per sopravvivere devono creare una medicina con il corpo di uno dei tre mostri. Bero viene catturato da una chimera evocata dai fratelli. Bem e Bera accorreranno sul posto per salvare da morte certa Bero ma i due fratelli andranno incontro al loro tragico destino. |                   |         |
| 8  | Tragedia nel canale sotterraneo 「地下水道の惨劇」 - chikasui michi no sangeki | 27 maggio 2006    |         |
| 8  | Una giovane donna scompare. Bem, Bera e Bero trovano uno strano tunnel e un fotografo si unisce a loro e scopre che sua figlia è diventata amica di Bero. |                   |         |
| 9  | La casa dell'indovina 「占い館」 - uranai kan | 3 giugno 2006     |         |
| 9  | Delle ragazze che possiedono un tipo speciale di collana scompaiono dal nulla. Bem, Bera e Bero pensano che ci possa essere un'indovina dietro a tutto questo. Kira e Sora vanno alla ricerca di indizi, ma qualcosa va terribilmente storto: Kira non sembra essere se stessa. |                   |         |
| 10 | La tragedia dei goblin 「ゴブリンの悲劇」 - goburin no higeki | 10 giugno 2006    |         |
| 10 | Un uomo avido induce un esercito di goblin a compiere audaci rapine in banca. L'unico indizio che lasciano sul pavimento del caveau è un foro. Bero e Sora, con l'aiuto di Bera e Bem, rintracciano il colpevole. |                   |         |
| 11 | Il dipinto che racchiude la morte 「死を招く絵」 - shi wo maneku e | 17 giugno 2006    |         |
| 11 | Un gruppo misterioso rinviene in una camera sotterranea un quadro che uccide chiunque lo osserva. Il dipinto si approfitta della curiosità umana in cambio di qualcosa di orribile: togliere la vita. |                   |         |
| 12 | La chitarra che idrata l'anima 「魂を吸うギター」 - tamashii wo sū gita | 24 giugno 2006    |         |
| 12 | La musica scuote la città. I musicisti muoiono come mosche torturate. L'artefice del male, che usa il rock per attirare i giovani, è una chitarra rossa. Bem, Bera e Bero risolvono questo mistero. |                   |         |
| 13 | Il minotauro nel labirinto sotterraneo 「地下迷宮のミノタウロス」 - chika meikyū no minotaurosu | 1º luglio 2006    |         |
| 13 | Un'indagine su un grave crimine e la scoperta di una cellula disumana costringe un detective ad indagare sul mondo dei mostri. Il figlio dell'investigatore e Sora si ritrovano nel profondo dei sotterranei in cui vive un minotauro. Bero li proteggerà con l'aiuto di Bera e Bem. |                   |         |
| 14 | Cane nero che abbia nell'oscurità 「黒犬獣(ブラックドック)闇夜に吠える」 - kuro inu kemono (burakkudokku) yamiyo ni hoe ru | 8 luglio 2006     |         |
| 14 | Un cane nero appare con il potere di maledire gli umani in modo che vivano solo per tre giorni. Il cane nero maledice Mitsuki, gettando la sua vita nella miseria, poiché sa che gli rimangono solo tre giorni. Bero, Bem e Bera cercano disperatamente di salvargli la vita. |                   |         |
| 15 | La voce che porta il sonno 「眠りを誘う歌声」 - nemuri wo sasō utagoe | 15 luglio 2006    |         |
| 15 | Mamoru è preso di mira dai bulli. Per opera di un folletto entra in possesso di un distintivo che gli conferisce poteri mostruosi: le sue canzoni provocano ai suoi compagni di classe un sonno profondo. Bero si presenta sotto copertura come studente trasferito. |                   |         |
| 16 | L'ultimo spettacolo 「最終上映」 - saishū jōei | 22 luglio 2006    |         |
| 16 | Un mostro si è annidato in un vecchio teatro gremito di gente. Crea un esercito di anziani con le persone che si sono recate lì per assistere ad un ultimo spettacolo. Quello che fanno non è esattamente nell'ordinario e Bero e Sora sono costretti a fare squadra. |                   |         |
| 17 | L'ombrello della rosa 「薔薇のアンブレラ」 - bara no anburera | 29 luglio 2006    |         |
| 17 | Coloro che usano l'ombrello con motivo a rose sotto la pioggia, scompaiono senza lasciare tracce. Un mostro che distrugge i sogni è nelle vicinanze. Avviene una battaglia tra due mostri (Bera e Rosa) che vivono vite diverse. |                   |         |
| 18 | Il segreto della nascita di Bem 「ベム誕生の秘密」 - bemu tanjō no himitsu | 5 agosto 2006     |         |
| 18 | Bem ha perso la memoria del suo passato. Viene trascinato e intrappolato nel passato da un mostro succubo in un mondo in cui doveva ancora nascere. Bem diventa quindi testimone di un sogno terrificante. |                   |         |
| 19 | La casa dell'orrore 「ホーラーハウス」 - horahausu | 12 agosto 2006    |         |
| 19 | Una casa infestata fuori città nasconde un tunnel segreto al suo interno. Bero e i suoi amici vengono ingannati da un mostro diabolico che li spinge a separarsi ma Bero non vuole che a Kira le accada qualcosa. Un uomo misterioso affronta Sora e Mitsuki. |                   |         |
| 20 | Il viaggio dei morti 「死霊との船旅」 - shiryō tono funatabi | 26 agosto 2006    |         |
| 20 | Una festa su una nave da crociera è divenuta una festa senza fine. L'imbarcazione, posseduta da una coppia di zombi ripugnanti, inizierà sul suo tragitto un viaggio spaventoso. Bero, anch'esso a bordo, è l'unico che potrà salvare i passeggeri. |                   |         |
| 21 | Uno specchio disorientato 「彷徨いの鏡」 - hōkō ino kagami | 26 agosto 2006    |         |
| 21 | Bem, Bera e Bero vengono coinvolti in uno strano caso in cui sono rimasti solo specchi frantumati. A causa dei loro cloni malevoli vengono braccati come criminali malvagi. Si dividono per cercare i veri mostri e all'improvviso Bem suggerisce l'impensabile. |                   |         |
| 22 | La foresta contrattacca 「森が動くとき」 - mori ga ugoku toki | 9 settembre 2006  |         |
| 22 | Le foreste gridano di dolore per il danno arrecato loro. Un mostro, che vive nella selva, scatena la sua ira e vuole vendicarsi degli esseri umani. Bem, Bera e Bera lo fermeranno prima che sia troppo tardi. |                   |         |
| 23 | Il sigillo spezzato 「破られた封印」 - yabura reta fūin | 16 settembre 2006 |         |
| 23 | Un potente mostro sta per risvegliarsi. I genitori di Kira tengono separati la loro figlia da Bero. La polizia cattura Bero. La città e gli umani che la abitano vengono trascinati nello scompiglio. |                   |         |
| 24 | Uccidi il mostro 「妖怪一掃作戦、始まる」 - yōkai issō sakusen, hajima ru | 23 settembre 2006 |         |
| 24 | I mostri stanno apparendo ovunque e senza preavviso. In città c'è squilibrio. Una mostruosa banda di strada appare dal nulla. La polizia sta arrestando ogni singolo mostro su cui hanno messo gli occhi. |                   |         |
| 25 | Addio mostri umanoidi 「さらば、妖怪人間」 - saraba, yōkai ningen | 30 settembre 2006 |         |
| 25 | La polizia, guidata da Tadashi (l'uomo misterioso della casa stregata), continua a catturare mostri innocenti. Bem e Bera decidono di uscire in avanscoperta per salvare gli incolpevoli. Kira decide di andare a ringraziare Bero per l'orsacchiotto regalatele; tuttavia ingenuamente viene pedinata da alcuni poliziotti fino alla casa di Bem, Bera e Bero. I tre mostri hanno intenzione di abbandonare definitivamente la città di Bay City però improvvisamente vengono circondati dalla polizia (dotata di armi letali più sofisticate) e nonostante tutto decidono di non voler combattere gli esseri umani ma di arrendersi. |                   |         |
| 26 | La luce della speranza 「希望の灯火」 - kibō no tōka | 7 ottobre 2006    |         |
| 26 | Bem, Bera e Bero riescono ad evadere di prigione e scagionano tutti i mostri innocui catturati in precedenza. I ragazzi cercano in tutti i modi di mettersi in contatto con Bero e di essergli riconoscenti salvandogli la vita, tuttavia i loro tentativi saranno vani. Tadashi, dopo aver provato in tutti i modi a uccidere i tre mostri, rivela la sua vera natura: un mostro violento. Per garantire la pace nel mondo e soprattutto nella città di Bay City, Bem, Bera e Bero (nonostante le loro energie si stessero esaurendo) riescono a sconfiggerlo e a lasciare definitivamente la città, con la promessa di tornare in futuro, perché la maggioranza delle persone (soprattutto i ragazzi) li accetta come esseri umani. «Questa non è la fine del male o della paura. Finché persisterà l'oscurità nei cuori delle persone, un giorno il male ritornerà di nuovo. Ma ci sarà sempre una speranza incessante nei cuori dell’umanità, una luce brillante che vive ovunque nei cuori dei bambini. Dobbiamo ringraziare i tre che ci hanno insegnato quella semplice lezione, vorremmo ringraziare Bem, Bera e Bero. Addio mostri umanoidi.» (Voce narrante.) |                   |         |

## Bem (remake 2019)

Logo della serie

| Nº | Titolo originale                | In onda           | In onda |
| Nº | Titolo originale                | Giapponese        |         |
| 1  | Water                           | 14 luglio 2019    |         |
| 2  | Liar                            | 21 luglio 2019    |         |
| 3  | Shadow                          | 28 luglio 2019    |         |
| 4  | Lightning                       | 18 agosto 2019    |         |
| 5  | Sweeper                         | 25 agosto 2019    |         |
| 6  | Gravity                         | 1º settembre 2019 |         |
| 7  | Chimera                         | 8 settembre 2019  |         |
| 8  | Noise                           | 15 settembre 2019 |         |
| 9  | Falling                         | 22 settembre 2019 |         |
| 10 | Betrayal                        | 29 settembre 2019 |         |
| 11 | Judgement                       | 6 ottobre 2019    |         |
| 12 | Wishing to become human someday | 13 ottobre 2019   |         |